# Casuarina junghuhniana
Casuarina junghuhniana är en tvåhjärtbladig växtart som beskrevs av Friedrich Anton Wilhelm Miquel. Casuarina junghuhniana ingår i släktet Casuarina och familjen Casuarinaceae. Inga underarter finns listade i Catalogue of Life.

## Bildgalleri

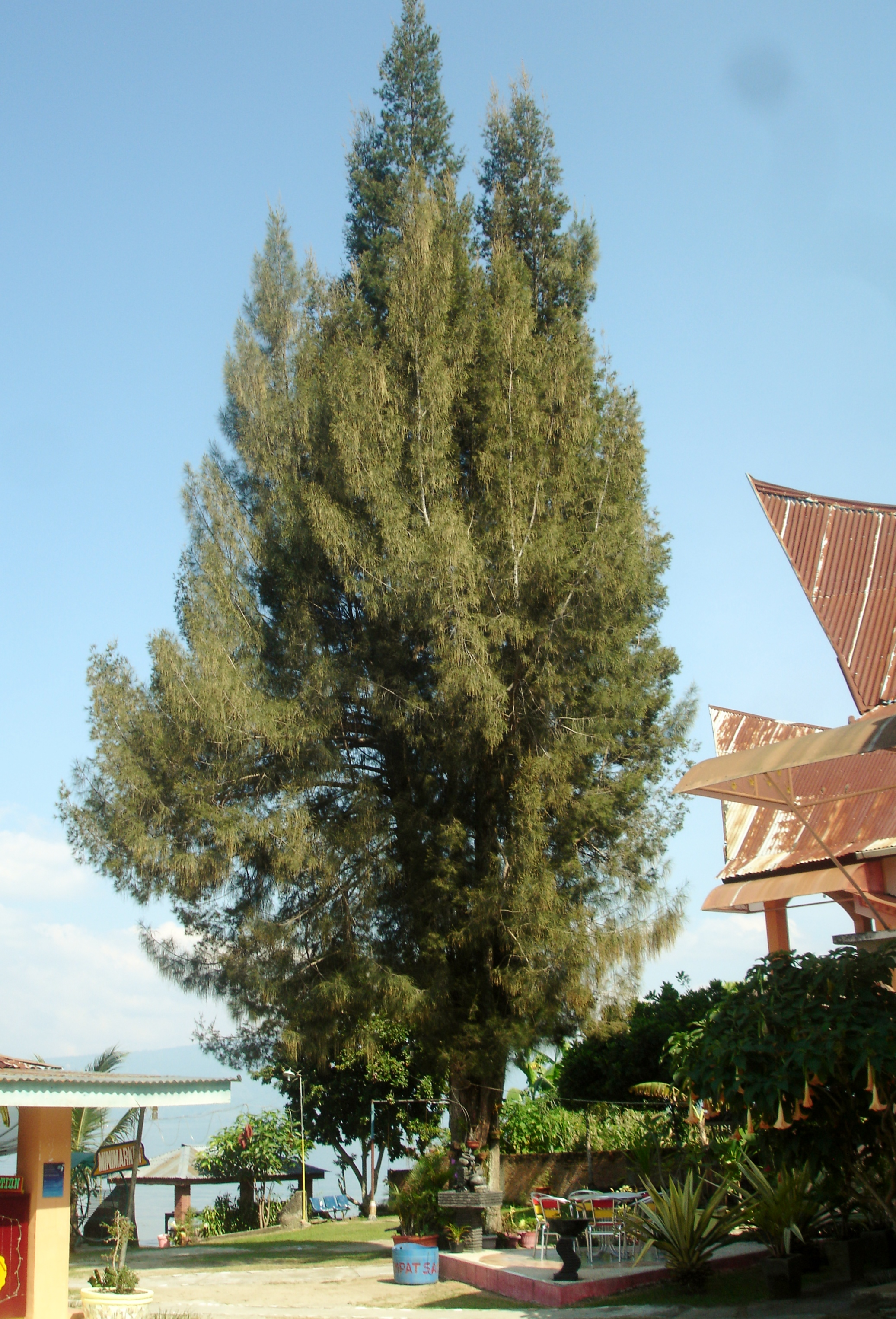